# 魔獣狩り 淫楽編
『魔獣狩り 淫楽編』（まじゅうがり いんらくへん）は、夢枕獏の長編伝奇小説、アクション小説。サイコダイバー・シリーズ第1作。

## 概要
ベストセラー「魔獣狩り三部作」の第1部で、物語は『魔獣狩り 暗黒編』『魔獣狩り 鬼哭編』へと続く。
夢枕はシリーズのあとがきにて「この本は絶対に面白い」と自信のほどを熱く述べている。
本作・シリーズは、夢枕にとって初めてのアクション小説であり、密教、エロス（セックス）、バイオレンス、グロデスク要素も取り込んでいる。同時代の伝奇小説家に菊地秀行がおり、夢枕は菊池とともにエンターテインメント小説界において「オカルト・バイオレンス・SEX現象」を起こした人物となった。
作者の実生活のパロディ小説『空気枕ぶく先生太平記』ではこの作品（本文中では「魔女狩り　淫楽編」とされている）の印税で建った自宅兼仕事場の豪邸が「淫楽御殿」と呼ばれている。

## 書誌
- 1984年　祥伝社ノン・ノベルより「魔獣狩り 淫楽編」刊行
- 1994年　祥伝社文庫より「魔獣狩り 淫楽編」刊行

## 登場人物
登場人物はサイコダイバー・シリーズの魔獣狩りシリーズ登場人物を参照。